# 村上虹郎
村上虹郎（日语：／ Murakami Nijirō，1997年3月17日—）是一名日本演員，隸屬於DECADE inc.。他的父親是同為日本演員的村上淳，而母親則是歌手UA。

## 個人簡介
村上虹郎的父親村上淳與母親UA在1996年結婚，並於第二年誕下村上虹郎。 2006年，村上虹郎父母離婚，其跟隨母親長大。
初中時代，村上虹郎隨母親UA移居至沖繩縣。高中時代，村上虹郎留學加拿大的蒙特利爾。
村上虹郎擅長吉他、劍道（初段）、游泳、騎馬和英語會話。幼兒階段，除了劍道和游泳之外，還學習了鋼琴。在學生時代，參加了所屬學校的籃球部。
村上虹郎最喜愛的食物是咖喱和鰻魚。在母親的影響下，接受了生物飲食教育，目前以素食為主。同時，村上虹郎也會偶爾為自己做飯。

## 職業簡歷
- 2014年
  - 七月，出演電影《第二扇窗（日语：2つ目の窓）》。首次出演電影的村上虹郎便擔任男主角，并因此獲得第29屆高崎電影節（日语：高崎映画祭）最佳新人男演員獎。[3]

- 2015年
  - 二月至三月，首次出演電視劇《天使之刃（日语：天使のナイフ）》。[4]
  - 九月，出演電視劇特別集《我們仍未知道那天所看見的花名。》，并首次擔任電視劇主演。
  - 十二月，首次以主演身份出演舞台劇《拋掉書本上街去》。

- 2016年
  - 七月至九月，參與由寺尾聰主演的“日曜劇場”《敬仰吾師（日语：仰げば尊し (2016年のテレビドラマ)）》，首度在日本商業電視網黃金時段出演。

## 演出作品

### 電影
- 《第二扇窗（日语：2つ目の窓）》[注 1]（2014年7月26日公映，導演：河瀨直美）－飾：界人（主演）
- 《要聽神明的話》（2014年11月16日公映，導演：三池崇史）－飾：吉川晴彦
- 《發誓不會忘記你》（2015年3月28日公映，導演：堀江慶（日语：堀江慶））－飾：葉山高志（主演）[5]
- 《再見》（さようなら）（2015年11月21日公映，導演：深田晃司）－飾：山下
- 《錯亂的一代（日语：ディストラクション・ベイビーズ）》（2016年5月21日公映，導演：真利子哲也（日语：真利子哲也））－飾：蘆原將太[6]
- 《夏美的螢火蟲》（2016年6月11日公映，導演：廣木隆一（日语：廣木隆一））－飾：公英
- 《黑暴動（日语：黒い暴動）》（2016年7月30日公映，導演：宇賀那健一（日语：宇賀那健一））
- 《武曲 MUKOKU（日语：武曲 MUKOKU）》（2017年6月3日公映，導演：熊切和嘉）－飾：羽田融[7]
- 《第二次的夏天，再也無法見面的妳》（2017年9月1日公映，導演：中西健二）－飾：篠原智（主演）[8]
- 《解憂雜貨店》（2017年9月23日公映，導演：廣木隆一）－飾：小林翔太
- 《AMY SAID》（AMY SAID エイミー・セッド）（2017年9月30日公映，導演：村本大志（日语：村本大志））－飾：長谷部瞬也
- 《哈納萊伊灣（日语：ハナレイ・ベイ）》（2018年10月19日公映，導演：松永大司（日语：松永大司））－飾：高橋
- 《吉娃娃醬（日语：チワワちゃん）》（2019年公映，導演：二宮健）－飾：永井
- 《神劍闖江湖 最終章 The Beginning》（2021年6月4日公映，導演：大友啓史）－飾：沖田總司
- 《巴斯克維爾的獵犬 夏洛克劇場版》（2022年6月17日公映，導演：西谷弘（日语：西谷弘））－飾：蓮壁千里
- 《東京復仇者2 血腥萬聖節篇》（2023年公映，導演：英勉）－飾：羽宮一虎

### 舞台劇
- 《拋掉書本上街去》（時間：2015年12月5日 - 27日；導演：藤田貴大（日语：藤田貴大），場地：東京藝術劇場）（主演）
- 《逃離澀谷（日语：シブヤから遠く離れて）》（時間：2016年12月9日 - 25日；導演：岩松了，場地：Bunkamura蠶繭劇場（日语：シアターコクーン））－飾：直哉[9]
- 《新潟市民艺术文化会馆製作的〈厄勒克特拉〉》（時間：2017年4月14日 - 23日；導演：鵜山仁（日语：鵜山仁），場地：世田谷公共劇場（日语：世田谷パブリックシアター））－飾：俄瑞斯忒斯[10]
- 《秘密結晶》（時間：2018年2月2日～2月25日；場地：東京芸術劇場 プレイハウス－飾：おじいさん

### 電視劇
- W劇場（日语：ドラマW）《天使之刃（日语：天使のナイフ）》（播出時間：2015年2月22日－3月22日；播出頻道：WOWOW；導演：永山耕三（日语：永山耕三））－飾：丸山純（少年C）
- 《我們仍未知道那天所看見的花名。》（播出時間：2015年9月21日；播出頻道：富士電視台）－飾：宿海仁太（主演）[11]
- 《女性作家推理集：三個美麗的謊言（日语：女性作家ミステリーズ 美しき三つの嘘）》第02集：炎（播出時間：2016年1月4日；播出頻道：富士電視台；導演：廣木隆一（日语：永廣木隆一））－飾：立木尚吾[12]
- 《LIFE～奉獻給生命的短劇～（日语：LIFE！〜人生に捧げるコント〜）》（播出時間：2016年6月23日；播出頻道：NHK）
- 《SHIBUYA零丁目》（SHIBUYA零丁目）（播出時間：2016年4月；播出頻道：FOD·富士電視台）－飾：[13]
- 《植物男子陽台星人（日语：植物男子ベランダー）》第三季第04集“水田菜和弟子”（播出時間：2016年5月12日；播出頻道：NHK BS Premium）－飾：柊研一[14]
- 《敬仰吾師（日语：仰げば尊し (2016年のテレビドラマ)）》（播出時間：2016年7月17日－9月11日；播出頻道：TBS電視台）－飾：青島裕人[15]
- W劇場《鐵證懸案：真實之門（日语：コールドケース～真実の扉～）》第05集“泳池”（播出時間：2016年11月19日；播出頻道：WOWOW；導演：波多野貴文（日语：波多野貴文））－飾：洞口亮
- 25時劇場（日语：ドラマ25）《DEAD STOCK～往未知的挑战～（日语：デッドストック〜未知への挑戦〜）》（播出時間：2017年7月21日 -；播出頻道：東京電視台；導演：權野元（日语：権野元）、三宅隆太（日语：三宅隆太）、森達也）－飾：常田大陸（主演）
- 《黑心公司（日语：ザ・ブラックカンパニー）》（播出時間：2018年2月19日；播出頻道：FUJITV TWO －飾：倉田隆一
- 《謝謝你，在這世界的角落找到我》（播出時間：2018年7月；播出頻道：TBS電視台）－飾：水原哲
- 《MIU404》第06集（首播時間：2020年6月26日；播出頻道：TBS電視台）－飾：香坂義孝
- 《今際之國的闖關者》（播出時間：2020年12月10日；播出頻道：Netflix）－飾：苣屋駿太郎
- 《Come Come Everybody》（播出時間：2021年11月1日－12月22日；播出頻道：NHK）－飾：雉真勇
- 《夜裡盤腿坐～姐姐、弟弟與我》（首出時間：2022年4月9日；播出頻道：BS松竹東急）－飾：雪雄
- 《邁向未來的倒數10秒》（首播時間：2022年4月14日－6月9日；播出頻道：朝日電視台）－飾：西條桃介
- 《今際之國的闖關者》第二季（播出時間：2022年12月22日；播出頻道：Netflix）－飾：苣屋駿太郎

### 配音

#### 電視動畫
- 《犬屋敷》－飾：獅子神皓（主演）[16]

### 廣告
- 東日本旅客鐵道JR SKISKI（日语：JR SKISKI）“聽雪的答案”篇（投放時間：2014年－2015年）
- 三井住友信用卡“大學生·通學”篇（投放時間：2014年－2015年）
- NTT DOCOMO iPhone“一切的感情／男女·朋友”篇（投放時間：2015年－2016年）
- RecoChoku（投放時間：2016年）[17]
- 大塚製藥CalorieMate“返回夢中”篇（投放時間：2016年）[18]
- LIFULL（日语：LIFULL）企業形象廣告“LIFULL起始 從我的母親到我的兒子”篇（投放時間：2017年）——廣告曲由UA負責。[19][20]

### 音樂錄影帶
- 大橋好規（日语：大橋トリオ）：《櫻桃派》（CherryPie）、《惡搞》（Parody）、《俏皮話》（Sally）等（首播時間：2015年；導演：齊藤工（日语：斉藤工））
- 石崎ひゅーい（日语：石崎ひゅーい）：《花瓶之花》（花瓶の花） （首播時間：2016年；導演：松居大悟（日语：松居大悟））
- ：《塔》（首播時間：2016年；導演：井手内創）
- 晴天服務（サニーデイ・サービス）：《瞌睡情歌》（パンチドランク・ラブソング）（首播時間：2016年；導演：中村佳代）

### 其他作品
- 促銷視頻 阿倍和重×伊坂幸太郎 聯名合作“雷霆船長”（播出時間：2014年；導演：奥山由之）
- “東亞文化名城（日语：東アジア文化都市）2016 奈良市”映像交流項目“RESPECT”（播出時間：2016年；導演：河瀬直美（日语：河瀬直美））
- 文部科學省“！留學日本”活動及網頁宣傳視頻——（播出時間：2016年；導演：牧鉄馬（日语：牧鉄馬））[21]
- （播出時間：2016年；導演：Yukihiro Shoda（日语：ショウダユキヒロ））
- 電影導演外山文治短篇作品集《春來了》（春なれや）（播出時間：2017年8月26日；導演：外山文治（日语：外山文治））

## 獲獎經歷
- 第29屆高崎電影節（日语：高崎映画祭）·最優秀新人男演員獎（2015年）——《第二扇窗（日语：2つ目の窓）》[3]

- 第8屆TAMA電影節（日语：TAMA CINEMA FORUM）（2016年）[22]
  - 最優秀新晉男演員獎——《錯亂的一代（日语：ディストラクション・ベイビーズ）》、《夏美的螢火蟲》、《再見》（さようなら）
  - 特別獎——《錯亂的一代（日语：ディストラクション・ベイビーズ）》

- 第38屆橫濱電影節·最優秀新人獎——《錯亂的一代（日语：ディストラクション・ベイビーズ）》

- 第90屆電影旬報十佳獎·新人男演員獎——《錯亂的一代（日语：ディストラクション・ベイビーズ）》、《夏美的螢火蟲》[23]

### 出典
1. 1 2  . エンタがビタミン. 2014-09-13  [2016-05-03]. （原始内容存档于2021-01-21）.
2. ↑  . ムビコレ. 2014-08-08  [2016-05-03]. （原始内容存档于2019-08-12）.
3. 1 2  . 産経ニュース. 2015-01-27  [2015-02-16]. （原始内容存档于2021-01-11）.
4. ↑  . ORICON. 2015-02-15  [2015-02-16]. （原始内容存档于2021-01-12）.
5. ↑  . 映画.com. 2014-12-26  [2015-02-16]. （原始内容存档于2020-08-10）.
6. ↑  . 映画ナタリー. 2015-08-03  [2015-08-03]. （原始内容存档于2019-06-30）.
7. ↑  . 映画ナタリー. 2016-09-27  [2016-09-29]. （原始内容存档于2019-11-30）.
8. ↑  . 映画.com. 2016-09-12  [2016-09-12]. （原始内容存档于2020-08-04）.
9. ↑  . ステージナタリー. 2016-07-24  [2016-07-24]. （原始内容存档于2019-11-30）.
10. ↑  . ステージナタリー. 2016-06-24  [2016-06-24]. （原始内容存档于2021-02-27）.
11. ↑  . ORICON STYLE. 2015-06-17  [2015-06-17]. （原始内容存档于2021-01-12）.
12. ↑  . とれたてフジテレビ. 2015-11-25  [2015-11-25]. （原始内容存档于2016-01-13）.
13. ↑  . とれたてフジテレビ. 2016-03-30  [2016-04-20]. （原始内容存档于2016年4月29日）.
14. ↑  . 植物男子ベランダー　SEASON3　BOTANICAL LIFE OF VERANDAR. NHKオンライン.   [2016-06-03]. （原始内容存档于2016-06-09）.
15. ↑  . クランクイン! (ハリウッドチャンネル). 2016-06-03  [2016-06-03]. （原始内容存档于2017-08-27）.
16. ↑  . TVアニメ「いぬやしき」公式サイト.   [2017-08-25]. （原始内容存档于2019-08-09）.
17. ↑  . 音楽ナタリー. 2016-10-21  [2016-10-21]. （原始内容存档于2021-01-23）.
18. ↑  . 音楽ナタリー. 2016-11-30  [2016-11-30]. （原始内容存档于2019-11-29）.
19. ↑   (新闻稿). 株式会社LIFULL. 2017-04-03  [2017-04-29]. （原始内容存档于2021-01-20）.
20. ↑  . GUNDAM.INFO. 2017-03-31  [2017-04-29]. （原始内容存档于2017-09-24）.
21. ↑  . 音楽ナタリー. 2016-04-07  [2016-04-07]. （原始内容存档于2019-11-11）.
22. ↑  . 映画ナタリー. 2016-10-06  [2016-10-07]. （原始内容存档于2016-10-06）.
23. ↑  . 映画ナタリー. 2017-01-10  [2017-01-10]. （原始内容存档于2017-01-10）.

## 村上虹郎部連結
- 村上虹郎|個人資料頁|經紀公司官網 （页面存档备份，存于）（日語）
- 村上虹郎的X（前Twitter）
- 村上虹郎的Instagram
- 村上虹郎在互联网电影资料库（IMDb）上的資料（英文）